# 中国驻柬埔寨大使馆驻暹粒领事办公室
中华人民共和国驻柬埔寨王国大使馆驻暹粒领事办公室，简称中国驻柬埔寨大使馆驻暹粒领事办公室，是中华人民共和国派驻柬埔寨暹粒省暹粒的最高级别外交机构，位于暹粒市诗威丹空区沙拉甘西昂村第6组99街899号（No.899，Street 99，Group 6，Salakansieng Village, Svay Dankom Commune, Siem Reap District）。领区包括暹粒省、马德望省、磅同省、奥多棉吉省、班迭棉吉省和柏威夏省。

## 历史沿革
2016年10月，中柬达成协议，中国在暹粒设置领事办公室。2017年9月，中国政府开始筹组驻暹粒领办。2017年11月26日，中国驻柬埔寨大使馆驻暹粒领事办公室正式开馆。

## 历任领事办公室主任
- 刘志杰（2017年－2024年2月[5]）
- 卢奇志（2024年[6]－）